# Parlamentswahl in Gibraltar 2011
- GSLP: 7
- LPG: 3
- GSD: 7

Die Parlamentswahl in Gibraltar 2011 fand am 8. Dezember des Jahres statt.

## Wahl
Zwei Parteien, die Sozialdemokraten von Gibraltar (GSD) und die Progressive Democrative Party (PDP), sowie ein Bündnis der Gibraltar Socialist Labour Party (GSLP) und der Liberal Party of Gibraltar (LPG) stellten jeweils zehn Kandidaten auf, so dass insgesamt 30 Kandidaten für 17 Sitze im Parlament von Gibraltar kandidierten. Die Parlamentsmitglieder in Gibraltar werden in einem einzigen Wahlgebiet gewählt, das das gesamte Territorium abdeckt.

## Umfragen
Mehrere Umfragen im Vorfeld der Wahlen gaben der GSLP einen Vorteil von bis zu 9 % gegenüber der Regierungspartei GSD, während eine (die spanische Zeitung Area, die keine Details veröffentlichte und weithin als politisch motiviert galt) einen Sieg der GSD voraussagte.

## Wahlergebnis
Die Wahl wurde von der GSLP–Liberal Alliance gewonnen, einer Allianz zwischen Gibraltar Socialist Labour Party (GSLP) und Liberal Party of Gibraltar (LPG), die 48,87 % der Stimmen und 10 der 17 verfügbaren Sitze übernahm und damit zum ersten Mal den Sieg davontrug.
| Parlamentswahl von Gibraltar 2011               | Parlamentswahl von Gibraltar 2011               | Parlamentswahl von Gibraltar 2011               | Parlamentswahl von Gibraltar 2011               | Parlamentswahl von Gibraltar 2011 | Parlamentswahl von Gibraltar 2011 | Parlamentswahl von Gibraltar 2011 | Parlamentswahl von Gibraltar 2011 | Parlamentswahl von Gibraltar 2011 |
| Partei                                          | Partei                                          | Partei                                          | Partei                                          | Stimmen                           | %                                 | ±                                 | Sitze                             | ±                                 |
| ----------------------------------------------- | ----------------------------------------------- | ----------------------------------------------- | ----------------------------------------------- | --------------------------------- | --------------------------------- | --------------------------------- | --------------------------------- | --------------------------------- |
|                                                 | Alliance                                        |                                                 | Gibraltar Socialist Labour Party                | 59.824                            | 34,23 %                           | ▲2,39 %                           | 7                                 | ▲3                                |
|                                                 | Alliance                                        | Liberal Party                                   | 25.590                                          | 14,64 %                           | ▲0,99 %                           | 3                                 | ▬                                 |                                   |
|                                                 | Alliance                                        | Alliance Gesamt                                 | 85.414                                          | 48,87 %                           | ▲3,38 %                           | 10                                | ▲3                                |                                   |
|                                                 | Gibraltar Social Democrats                      | Gibraltar Social Democrats                      | Gibraltar Social Democrats                      | 81.721                            | 46,76 %                           | ▼2,57 %                           | 7                                 | ▼3                                |
|                                                 | Progressive Democratic Party                    | Progressive Democratic Party                    | Progressive Democratic Party                    | 7.622                             | 4,36 %                            | ▲0,61 %                           | 0                                 | ▬                                 |
| Gesamt                                          | Gesamt                                          | Gesamt                                          | Gesamt                                          | 174.757                           | 100 %                             |                                   | 17                                | ▬                                 |
|                                                 |                                                 |                                                 |                                                 |                                   |                                   |                                   |                                   |                                   |
| Gültige Stimmen                                 |                                                 |                                                 |                                                 |                                   |                                   |                                   |                                   |                                   |
| Ungültige Stimmen                               |                                                 |                                                 |                                                 |                                   |                                   |                                   |                                   |                                   |
| Abgegebene Stimmen                              | Abgegebene Stimmen                              | Abgegebene Stimmen                              | Abgegebene Stimmen                              | 21.712                            | 100 %                             |                                   |                                   |                                   |
| Anzahl der Wahlberechtigten und Wahlbeteiligung | Anzahl der Wahlberechtigten und Wahlbeteiligung | Anzahl der Wahlberechtigten und Wahlbeteiligung | Anzahl der Wahlberechtigten und Wahlbeteiligung | 26.673                            | 81,4 %                            |                                   |                                   |                                   |